# Preston Blair
Preston Blair, né à Redlands (Californie) le 24 octobre 1908 et décédé le 19 avril 1995 à Santa Cruz, en Californie est un réalisateur de cinéma d'animation américain.

## Biographie
Après des études au Pomona College, il suit un cursus artistique à l'Otis Art Institute puis auprès de l'illustrateur Pruett Carter à Chouinard School of Art (California school of watercolor). Il participa à de nombreuses expositions en tant que membre de la California Watercolor Society et de l'American Watercolor Society à New York.
Il entame sa carrière d'animateur au début des années 1930 au studio Universal, sous la direction de Walter Lantz et de Bill Nolan. Il travaille ensuite pour le studio Screen Gems de Charles Mintz et, à la fin des années 1930, est engagé par les Studios Disney. Là, il anime notamment des séquences de Fantasia, comme l'Apprenti sorcier et la danse des heures. Il travaille aussi sur les films Pinocchio et Bambi. Après la grève des animateurs Disney en 1941, Preston Blair est embauché par MGM et travaille sous la direction de Tex Avery. On lui doit notamment l'animation du personnage féminin de Red Hot Riding Hood. Il collabore avec Tex Avery sur de nombreux dessins animés, dont ceux de la série Droopy. Avec l'animateur Michael Lah, il travaille sur plusieurs animations de la série Barney bear.
Au cours des années 1960, Preston Blair travaille pour Hanna-Barbera, notamment sur la série des Flintstones. On lui doit aussi des animations éducatives pour l'éditeur Walter Foster. À côté de cette carrière bien remplie, Preston Blair a publié plusieurs ouvrages pédagogiques consacrés à l'apprentissage de l'animation.
Preston Blair est le frère du peintre Lee Blair et le beau-frère de l'illustratrice Mary Blair.

## Filmographie
- 1940 : Fantasia, L'Apprenti sorcier et la Danse des heures
- 1940 : Pinocchio
- 1942 : Bambi